# Raïon de Zvenyhorodka
Le raïon de Zvenyhorodka (en ukrainien : Звенигородський район) est un raïon situé dans l'oblast de Tcherkassy en Ukraine. Son chef-lieu est Zvenyhorodka.

La nouveau raïon.

Avec le réforme administrative de 2020, le raïon a absorbé ceux de  Katerynopil, Lysianka, Chpola, Talne et en partie ceux de Korsun-Shevchenkivskyi et Horodyshche. 

## Lieux culturels

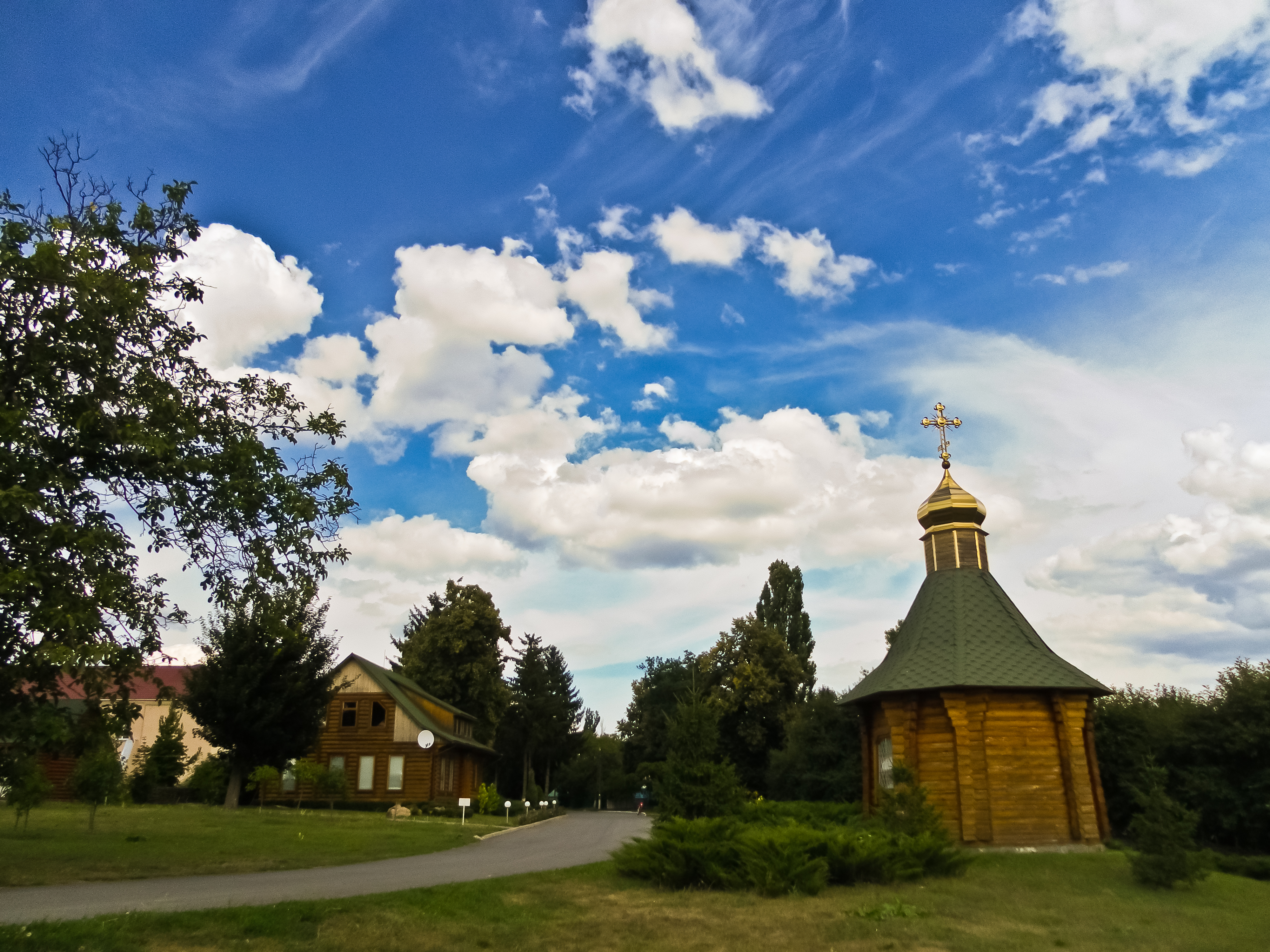
La réserve nationale historique et culturelle Taras Chevtchenko, classé
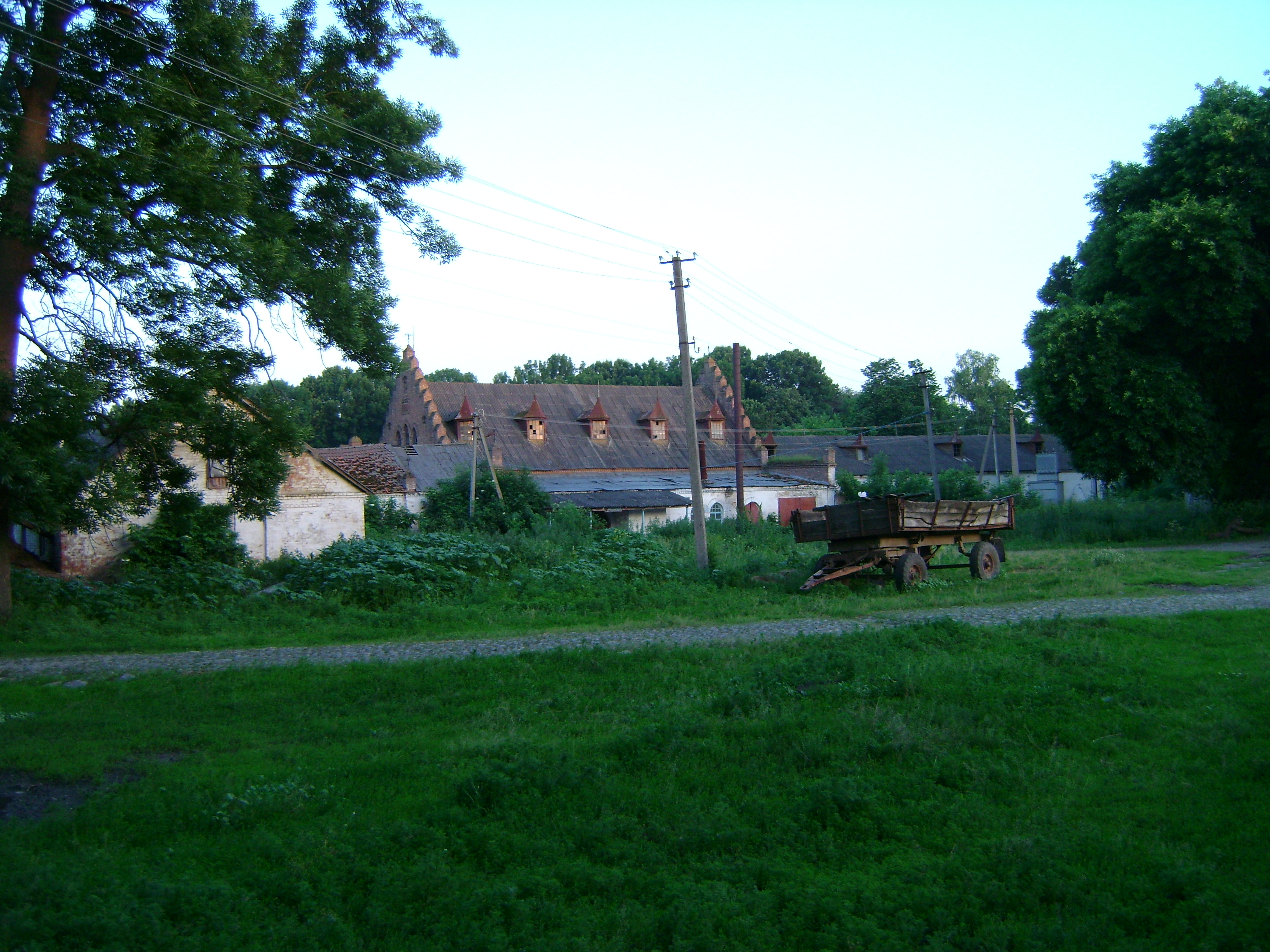
le manoir Varvara Golitsyna, classé
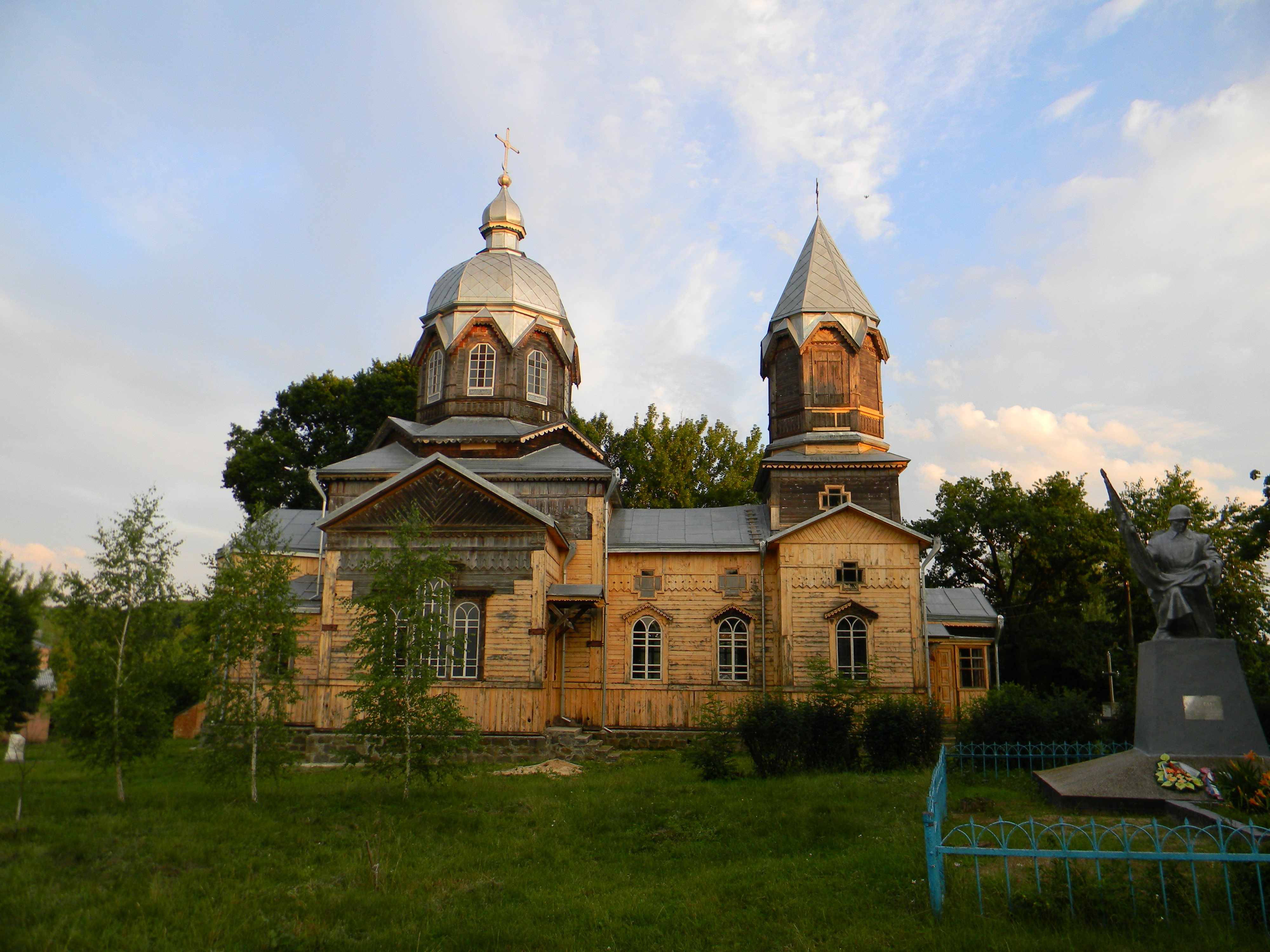
l'église st-Georges, classée[3],
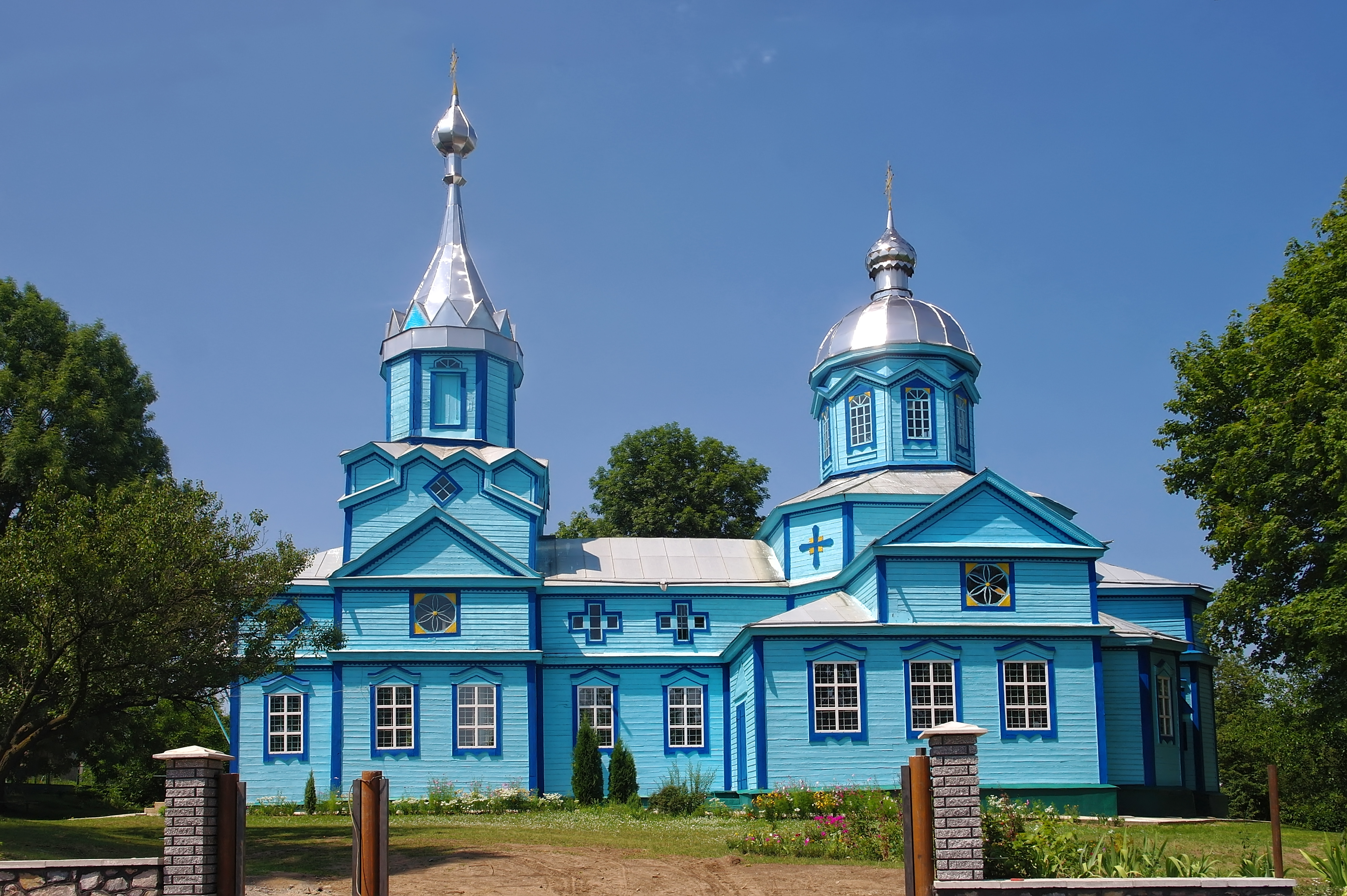
et celle de Stebne, classée[4],
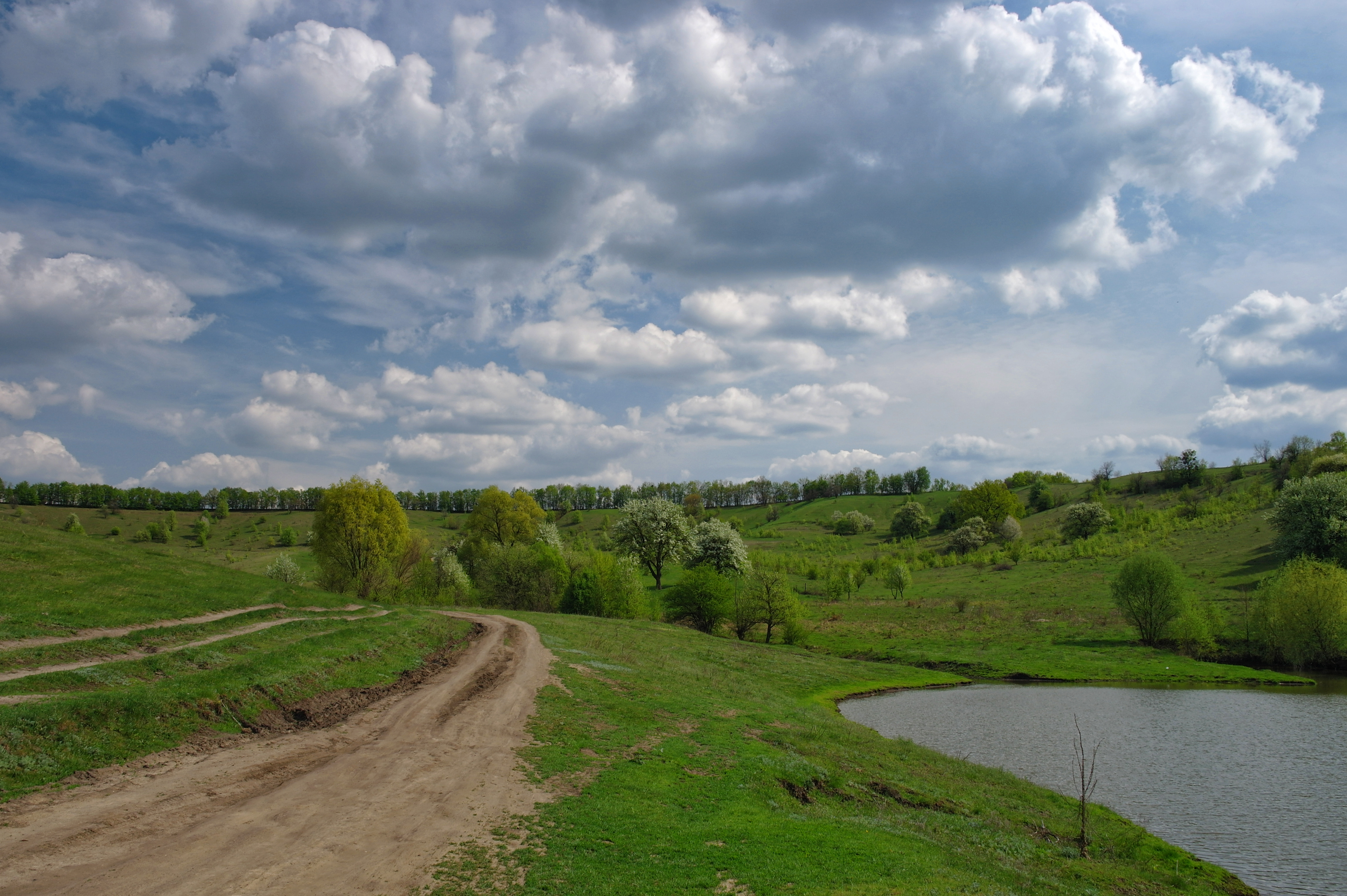
la réserve de Hroslove,classée[5],
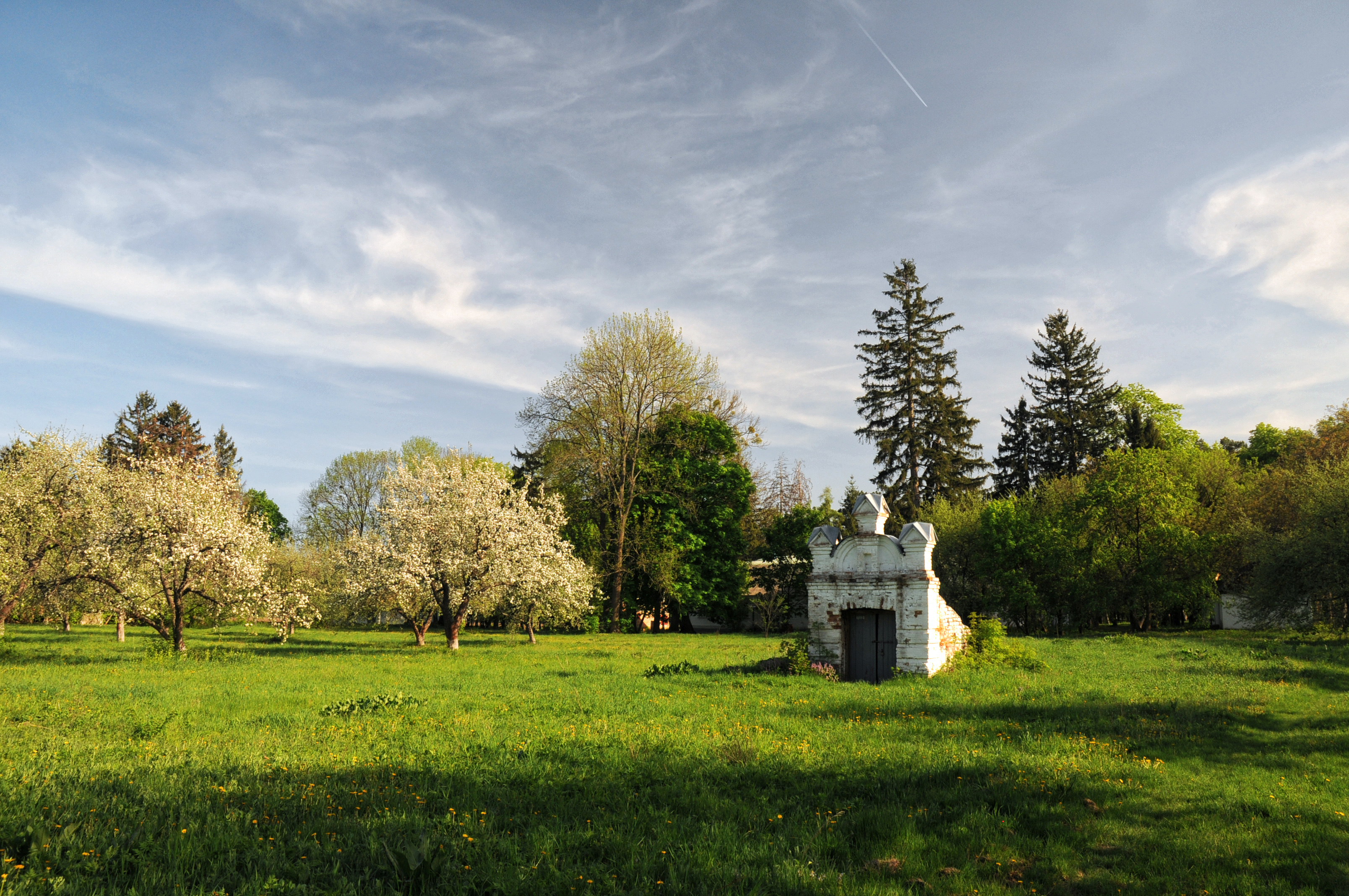
le parc de Boudychtchantsky, classée[6].